# Ami (geslacht)
Ami is een geslacht van spinnen uit de familie vogelspinnen (Theraphosidae).

## Soorten
De volgende soorten zijn bij het geslacht ingedeeld:
- Ami amazonica Jimenez & Bertani, 2008
- Ami bladesi Pérez-Miles, Gabriel & Gallon, 2008
- Ami caxiuana Pérez-Miles, Miglio & Bonaldo, 2008
- Ami obscura (Ausserer, 1875)
- Ami pijaos Jimenez & Bertani, 2008
- Ami weinmanni Pérez-Miles, 2008
- Ami yupanquii Pérez-Miles, Gabriel & Gallon, 2008